# ارنشت ویلیموسکی
ارنشت ویلیموسکی (به آلمانی: Ernst Willimowski) بازیکن فوتبال و مهاجم اهل آلمان است که بین سال‌های ۱۹۳۴–۱۹۳۹ عضو تیم ملی فوتبال لهستان و بین سال‌های ۱۹۴۲-۱۹۴۱ میلادی عضو تیم ملی فوتبال آلمان بوده‌است. وی در ۸ بازی ملی حضور داشته است و آخرین بازی ملی خود را در سال ۱۹۴۲ میلادی انجام داد. ارنشت ویلیموسکی در بازی‌های ملی‌اش ۱۳ گل به ثمر رساند.